# مانيو (أين)
مانيو (بالفرنسية: Magnieu)‏ هي بلدية فرنسية تقع في إقليم الأين في فرنسا. رمز إنسي لها هو:1227. أما الرمز البريدي لها فهو: 1300.